# Caridonax fulgidus
Caridonax fulgidus , conhecido como guarda-rios-d'uropígio-branco ou martim-caçador-alvinegro é uma espécie de ave da família Alcedinidae. É a única espécie do género Caridonax.
É endémica da Indonésia. Os seus habitats naturais são: florestas subtropicais ou tropicais húmidas de baixa altitude e regiões subtropicais ou tropicais húmidas de alta altitude.

## Descrição
É todo azul escuro, exceto a parte de baixo e a garupa, que são brancas. Tem bico e pés vermelhos. Seus olhos são castanhos escuros.